# Saint-Pierre-d'Autils
Saint-Pierre-d'Autils là một xã của tỉnh Eure, thuộc vùng Normandie, miền bắc nước Pháp.